# Orthomitrium schofieldii
Orthomitrium schofieldii là một loài rêu trong họ Orthotrichaceae. Loài này được B.C. Tan & Y. Jia mô tả khoa học đầu tiên năm 1997.